# Sumberrejo (Gunungwungkal)
Sumberrejo is een bestuurslaag in het regentschap Pati van de provincie Midden-Java, Indonesië. Sumberrejo telt 3721 inwoners (volkstelling 2010).